# Hellingenroute Heuvelland

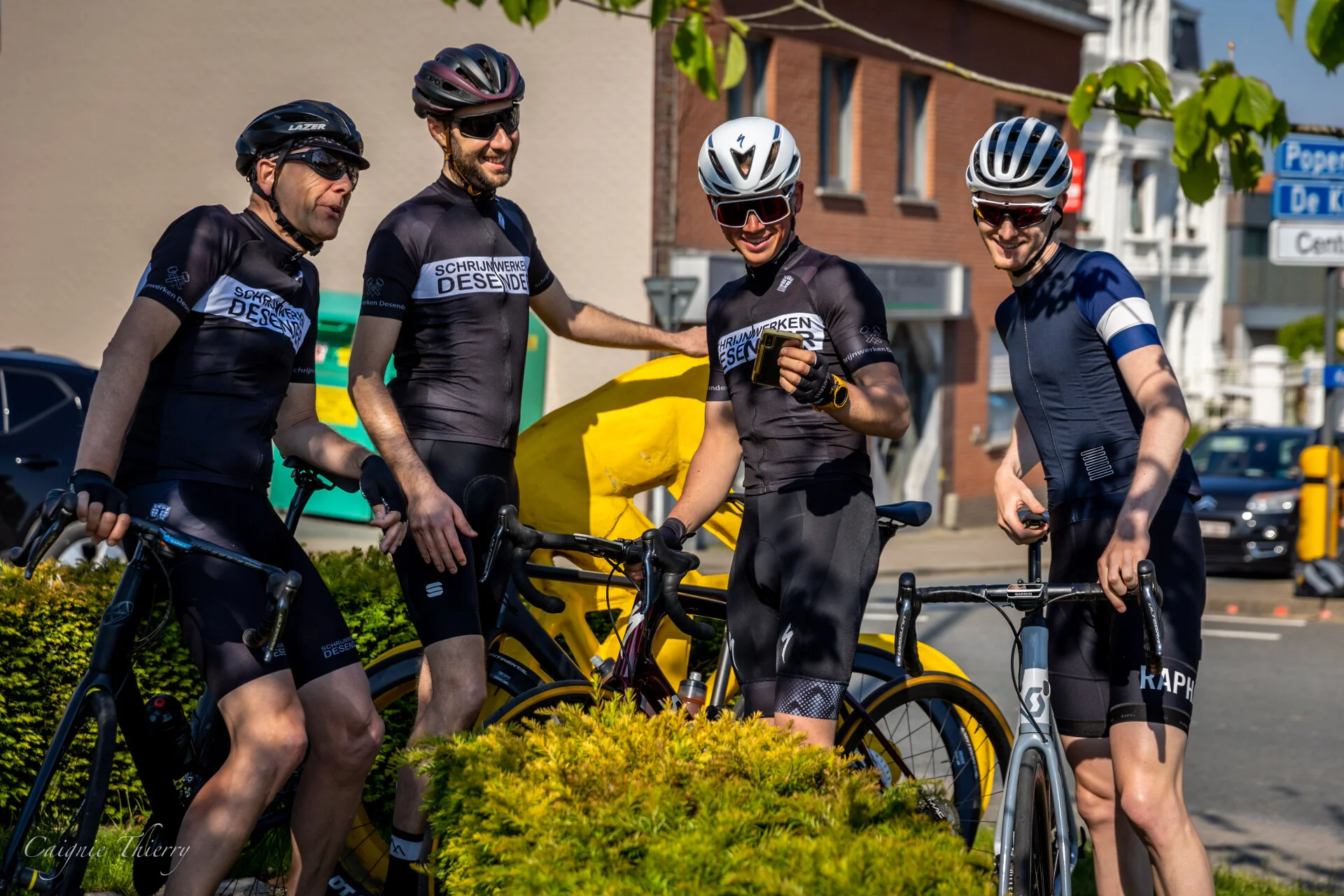
Speelgoedrenners Polka Kemmel

Hellingenroute Heuvelland is een fietstocht over 40 hellingen met start in Kemmel, Heuvelland. De route telt 1500 hoogtemeters en dit over 115 kilometer. De Hellingenroute wordt éénmaal per jaar als event georganiseerd en dit telkens op 15 augustus.  
De fietsroute werd op vraag van de gemeente Heuvelland door Marc Desender ontworpen en voorgesteld in de aanloop van de wielerklassieker Gent-Wevelgem in maart 2014.
De route fietst over de lands-en de provinciegrens en rijdt door de 8 dorpen van Heuvelland: Kemmel, De Klijte, Westouter, Wulvergem, Wijtschate, Nieuwkerke, Loker en Dranouter.
In het Noorden van Frankrijk ligt onder meer de Mont des Cats, in Wallonië is dat de Rosenberg, de helling waar Frank Vandenbroucke meerdere keren op training in het rood ging om dan later succes te kennen in vele klassiekers en wielerrondes.
In Heuvelland liggen dan weer de bekende kuitenbijters uit Gent-Wevelgem: Kemmelberg, Rodeberg, Baneberg en Monteberg.
In het voorjaar van 2020 werden aan het rondpunt de Polka in Kemmel drie renners geplaatst uit de kunstcollectie De Ontsnapping van Eric Nagels. Naar aanleiding van de 100e verjaardag van de Ronde van Vlaanderen in 2013 verschenen toen 72 reuze speelgoedrenners uit polyester in het Vlaamse straatbeeld. Voor de kunstenaar was dit een verwijzing naar zijn jeugdjaren toen hij de felgekleurde plastic speelgoedrennertjes, die in de jaren '60 of '70 in de trommels met waspoeder zaten, verzamelde. 
Op de website Fietsen in Heuvelland  kunnen naast de Hellingenroute ook andere routes gedownload worden. 
De route die gereden wordt tijdens het event van 15 augustus wijkt af van de oorspronkelijke route. De Catsberg wordt vervangen door de Zwarteberg. De Zwarteberg (Mont Noir) was een beklimming in de eerste rit van de Tour de France 2025. Jonas Vingegaard kwam er als eerste boven. Tijdens het event van 15 augustus kan gekozen worden uit 20-27 of 40 hellingen.